# Christian Wiechel-Kramüller
Christian Wiechel-Kramüller (* 1966 in Suhlendorf) ist ein deutscher Fachjournalist, Autor, Herausgeber und Verleger.
Von 1986 bis 1990 war Wiechel-Kramüller Zeitsoldat der Bundeswehr. Im Anschluss studierte er von 1990 bis 1994 auf dem Zweiten Bildungsweg Volkswirtschaftslehre, Betriebswirtschaftslehre, Recht und Soziologie an der Hochschule für Wirtschaft und Politik in Hamburg und schloss das Studium als Diplom-Volkswirt ab. Zusätzlich absolvierte er eine zweijährige berufsbegleitende Ausbildung an der Deutschen Fachjournalistenschule in Berlin. Er war Stipendiat der Friedrich-Ebert-Stiftung (FES) und ist Mitglied des Stiftungsrats der Jean-Monnet-Stiftung, Lausanne.

## Werke (Auswahl)
Christian Wiechel-Kramüller deckt als Autor ein breites Themenspektrum ab, mit einem Fokus auf Verkehrspolitik, Ökonomie, Europa und Technik.
- Baufinanzierung perfekt geplant : optimale Kostenplanung, sichere Finanzierung, Geld vom Staat, Verlag: Falken, Niedernhausen/Ts., 1998, ISBN 978-3-8068-2170-3
- mit Björn Engholm und Dieter Koch (Hrsg.): Lernen. Lehren. Leben. Absolventinnen und Absolventen der HWP erinnern sich, Verlag: WIEKRA Wissen, Suhlendorf 2022, ISBN 978-3-940189-23-3
- Mitautor des Buches: Mieter kaufen gemeinsam ihr Haus: das Modell der Zukunft : wie Sie Wohneigentum auch bei geringem Einkommen finanzieren, Rowohlt, Reinbek 1997, ISBN 3-499-60461-2
- Mythos Michel BMW : Motorrad-Legende auf den Rennstrecken, WIEKRA Edition, Suhlendorf 2017, ISBN 978-3-940189-18-9
- Von Calvin bis Marx : eine Entdeckungsreise durch die Welt der Wirtschaft : ein Lesebuch, WIEKRA Wissen, Suhlendorf, 2018, ISBN 978-3-940189-20-2

## Publikationen (Herausgeber)
- Privatbahn Magazin, Bahn-Media Verlag GmbH & Co. KG, Suhlendorf, ISSN 1865-0163
- Zukunftsbranche Bahn – Beruf & Karriere, Bahn-Media Verlag GmbH & Co. KG, Suhlendorf, ISSN 1868-7970
- Monnet : das Europa-Magazin für Politik, Wirtschaft, Kunst und Kultur, Bahn-Media Verlag GmbH & Co. KG, Suhlendorf, ISSN 2510-4721
- Wipperau-Kurier, Bahn-Media Verlag GmbH & Co. KG, Suhlendorf, ISSN 2191-2173